# Birgitta Wolff

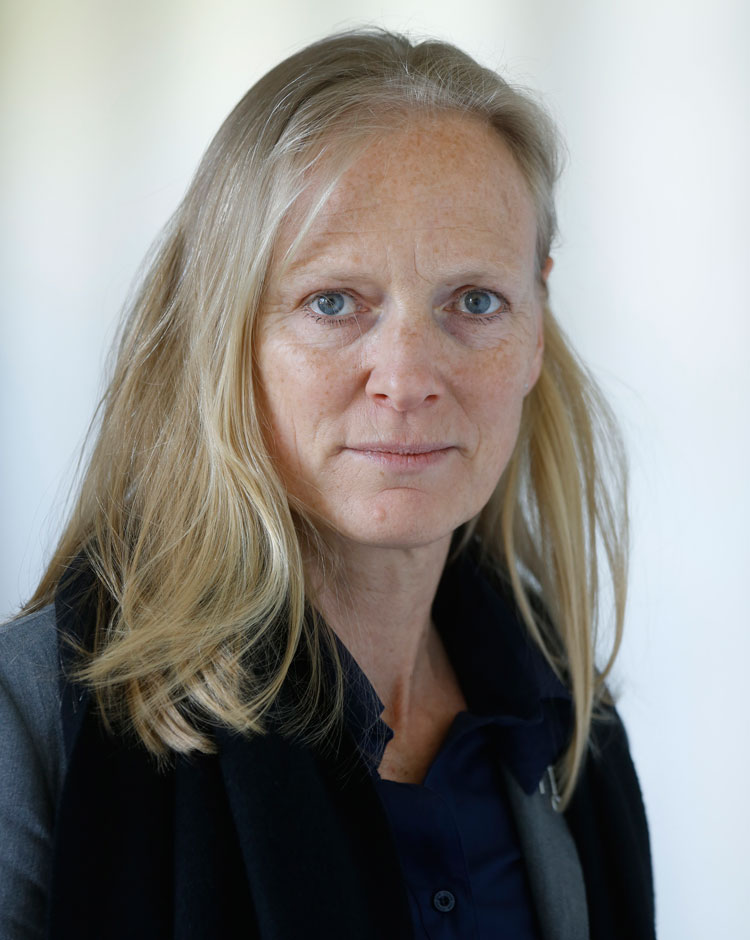
Birgitta Wolff (2015)

Birgitta Wolff (* 14. Juli 1965 in Münster) ist eine deutsche Wirtschaftswissenschaftlerin und Politikerin (CDU). Sie war vom 1. Januar 2015 bis 31. Dezember 2020 Präsidentin der Goethe-Universität Frankfurt am Main. Seit 1. September 2022 ist sie Rektorin der Bergischen Universität Wuppertal.

## Leben
Wolff absolvierte zunächst eine Ausbildung zur Bankkauffrau. Anschließend studierte sie Wirtschaftswissenschaft und Philosophie an der Universität Witten/Herdecke. Sie promovierte an der Ludwig-Maximilians-Universität in München und war anschließend als J.F. Kennedy Fellow am Center for European Studies der Harvard University. Nach ihrer Habilitation in München unterrichtete sie von 1999 bis 2000 an der School of Foreign Service der Georgetown University in Washington, D.C. 2000 übernahm sie den Lehrstuhl für Betriebswirtschaftslehre und Internationales Management an der Otto-von-Guericke-Universität in Magdeburg. 2002 verbrachte sie ein Sabbatical an der Stanford Graduate School of Management. Von 2008 bis Mai 2010 war sie auch Dekanin der Fakultät für Wirtschaft und Management der Otto-von-Guericke-Universität in Magdeburg.
Rufe aus Münster, Wien, Bremen und Aachen lehnte sie ab und blieb in Magdeburg. Gastprofessuren hatte sie in der Ukraine, in Brasilien und der Volksrepublik China. Ihre Arbeits- und Forschungsschwerpunkte sind Personalökonomie, Unternehmensorganisation, international vergleichende Studien und Hochschulmanagement.
Am 1. Juni 2010 trat sie als Nachfolgerin von Jan-Hendrik Olbertz das Amt der Kultusministerin des Landes Sachsen-Anhalts im Kabinett Böhmer II an. Am 19. April 2011 wurde Wolff im Kabinett Haseloff I Landesministerin für Wissenschaft und Wirtschaft, jedoch am 19. April 2013 infolge eines „gestörten Vertrauensverhältnisses“ anlässlich geplanter Kürzungen bei den Hochschulen des Landes durch Ministerpräsident Reiner Haseloff entlassen. Daraufhin ging sie zurück an die Otto-von-Guericke-Universität Magdeburg.
Am 15. Juli 2014 wurde sie als Nachfolgerin von Werner Müller-Esterl zur Präsidentin der Johann Wolfgang Goethe-Universität Frankfurt am Main, mit Amtsantritt zum 1. Januar 2015, gewählt. Ihre Amtszeit als Präsidentin lief zum 31. Dezember 2020 ab; nachdem sie nach dem zweiten Wahlgang ihre Kandidatur zurückgezogen hatte, wurde ihr Nachfolger Enrico Schleiff im 3. Wahlgang mit 18 von 34 Stimmen gewählt.
Wolff war von Dezember 2018 bis November 2020 Vizepräsidentin für Forschung, wissenschaftlichen Nachwuchs, Transfer und Kooperation der Hochschulrektorenkonferenz. Seit 2020 ist sie stellvertretende Aufsichtsratsvorsitzende der Bundesagentur für Sprunginnovationen (SprinD) sowie seit 2021 Vorsitzende des Verwaltungsrates des RWI – Leibniz-Institut für Wirtschaftsforschung in Essen. Sie sitzt außerdem im ZDF-Verwaltungsrat sowie in den Kuratorien der Fazit-Stiftung und Volkswagenstiftung und ist Mitglied weiterer Gremien.
Die Hochschulwahlversammlung der Bergischen Universität Wuppertal wählte sie am 27. Oktober 2021 mit großer Mehrheit als Nachfolgerin von Lambert T. Koch zur Rektorin der Universität mit Amtsantritt zum 1. September 2022.

## Auszeichnungen
- 2011, 2012: Wissenschaftsministerin des Jahres des Deutschen Hochschulverbandes[19][20]

## Schriften (Auswahl)
- Die digital unterstützte Präsenzuniversität (mit S. Dinkelaker & V. Trofimow). In: Frenz, W. (Hg.) Handbuch Industrie 4.0: Recht, Technik, Gesellschaft. Springer, Berlin, Heidelberg, 2020, ISBN 978-3-662-58473-6
- Organisation durch Verträge. Koordination und Motivation in Unternehmen. Gabler. Wiesbaden. 1995. Zugl. München, Univ., Diss., 1994, ISBN 3-8244-6208-7
- Anreizkompatible Reorganisation von Unternehmen. Schäffer-Poeschel. Stuttgart. 1999. Zugl.: München, Univ., Habil.-Schr., 1998, ISBN 3-7910-1473-0